# Chana Safrai
Chana Safrai (Hebreeuws: חנה ספראי) (Jeruzalem, 1946 - aldaar, 10 februari 2008) was een Israëlische orthodox-joodse judaïste.
Ze gold als een deskundige op het gebied van het rabbijnse jodendom en van het tijdperk van de Tweede Tempel, in het bijzonder van de positie van de vrouw daarbinnen. Ook was ze een deskundige op het terrein van de verhouding tussen de heilige geschriften van het jodendom en het christendom. Ze heeft tal van publicaties op haar naam staan, onder meer als co-auteur over de midrasj van de helleens-Joodse filosoof Philo van Alexandrië.

## Levensloop

### Achtergrond
Safrai werd opgevoed in een orthodox-joods gezin. Haar moeder Chaya Safrai was afkomstig uit Duitsland en had aan de Holocaust weten te ontkomen. Haar vader Shmuel Safrai was rabbijn en als godsdiensthistoricus werkzaam aan de Hebreeuwse Universiteit van Jeruzalem. Hij huldigde de opvatting dat vrouwen en mannen gelijkwaardig zijn, waardoor ook de jonge Chana onderricht kreeg in de Thora en de Talmoed, hetgeen destijds niet gebruikelijk was in orthodox-joodse kringen.

### Opleiding
Aan de Hebreeuwse Universiteit van Jeruzalem en aan de Harvard-universiteit studeerde Safrai joodse en oud-Griekse geschiedenis, Talmoed en godsdienstgeschiedenis van de Hellenistische Oudheid.
In 1991 promoveerde ze bij hoogleraar Yehuda Aschkenasy aan de Katholieke Theologische Universiteit in Amsterdam op het proefschrift Women in the Temple. The Status and Role of Women in the Second Temple of Jerusalem.

### Werkzaamheden
Safrai was verbonden aan de faculteit Joods gedachtegoed van de Hebreeuwse Universiteit van Jeruzalem, aan het Universiteitscollege van Jeruzalem en aan het Shalom Hartman-instituut. Ook was ze lid van de Jeruzalem School voor Synoptisch Onderzoek en van het Onderzoekscentrum voor Joods-Christelijke Verhoudingen. Verder was ze voorzitter van het opleidingscomité van de Internationale Raad van Joodse Vrouwen en (vanaf 1992) lid van de joods-christelijke arbeidsgemeenschap van de kerkendag van de Evangelisch-Lutherse Kerk in Duitsland.
In 1981 richtte ze in Jeruzalem het Judith Lieberman Instituut van Joodse Studies op en was daar een tijd directeur van.
Daarnaast vervulde ze gastdocentschappen Talmoed en Joods gedachtegoed aan de Johann Wolfgang Goethe-Universiteit in Frankfurt am Main en aan de Kerkelijke Hogeschool Wuppertal in Wuppertal.
Van 1991 tot 1998 was ze als wetenschappelijk medewerkster werkzaam aan de Katholieke Theologische Universiteit in Nederland. Ze hield er zich bezig met de relatie tussen jodendom en het Nieuwe Testament, gaf leiding aan allerlei theologische leerhuizen en was actief op het gebied van de feministische theologie. Zij huldigde de opvatting dat vrouwvriendelijkheid reeds deel van het jodendom uit de Oudheid zou hebben uitgemaakt.
Als orthodox-joods gelovige heeft Safrai in Israël binnen het orthodoxe jodendom geprobeerd de emancipatie van vrouwen te bevorderen. Als zodanig was ze lid van Kolech, een groep orthodox-joodse feministen die zich onder andere inzet voor de bestrijding van seksueel misbruik binnen de joodse orthodoxie.

### Overlijden
De laatste vijf maanden van haar leven lag ze vanwege kanker in het Hadassah Ziekenhuis in Ein Kerem. Chana Safrai overleed op 61-jarige leeftijd.